# Grb Lesota
Grb Lesota je službeno svojen na dan proglašenja neovisnosti 4. listopada 1966., te je manje izmijenjen 2006. godine.
Grb prikazuje krokodila na Basotho štitu. To je simbol dinastije najveće etničke grupe Lesota, Sotha. Iza štita su dva prekrižena oružja iz 19. stoljeća. Štit drže dva Basotho konja. Ispod štita je zlatna vrpca s državnim geslom: Khotso, Pula, Nala (Mir, voda, blagostanje).

## Vanjske poveznice
- Grb Lesota